# 悉尼·迈尔
悉尼·迈尔 ，1878年2月8日 - 1934年9月5日）是一位出生于俄罗斯的犹太裔澳大利亚商人和慈善家。他以创立澳大利亚最大的连锁百货公司迈尔公司而闻名。

## 早年生活
悉尼·迈尔于1878年出生于俄罗斯帝国莫吉廖夫省克利切夫（位于今白俄罗斯栅栏区 ）。他是希伯来学者以西结·巴耶夫斯基 (Ezekiel Baevski) 和他的妻子所生的11个孩子中最小的一个。悉尼·迈尔在克里切夫的犹太小学接受了早期教育，之后也在课余时间帮助他的母亲打理家里的的布料生意。1899年8月，22岁的悉尼·迈尔决定背井离乡干一番事业。他告别了家人，带着微薄的资金，在英文水平极其有限的情况下飘洋过海来到澳大利亚的墨尔本，投奔两年前离开俄罗斯的哥哥埃尔康·迈尔 (Elcon Mye) 。 

## 商海沉浮
初来乍到的悉尼一开始和哥哥埃尔康一起在墨尔本弗林德斯巷(Flinders Lane)的一家内衣公司工作。待稍有积蓄之后，迈尔兄弟俩在本迪戈开了一家规模不大的布店。事实证明了迈尔兄弟选择的行当还不错——他们可以布匹、长袜、花边等货物挨家挨户地兜售，纵使英文水平不太好，在有实物展示的情况下商品还是能基本销售一空。尝到甜头的迈尔兄弟在又攒了一些钱以后买了一辆手推车，将他们的业务范围扩大到了周边的乡间小镇。之后，兄弟俩的店铺搬到了本迪戈的帕尔市场 (Pall Mall)。在那里，他们的生意进一步得以发展，除了开了分店以外，还收购了当地其他几家布行。 
1911年，他们回到墨尔本购买了位于伯克街靠近墨尔本邮政总局的一家名为“莱特和尼尔布商”(Wright and Neil Drapers) 的布料公司，并聘请了HW&FB汤普金建筑事务所为他们修建了一座新大楼。这栋大楼于1914 年竣工并投入使用，并由汤普金事务所在接下来的 20 年里继续扩建。1918年，他们并购了巴拉瑞特的多福顿毛纺厂 (Doveton Wollen Mills)，将业务扩展到当地。1921年，迈尔兄弟埋下了墨尔本邮政总局附近的另一座大楼，正式成立了以他们名字命名的连锁百货公司——迈尔公司。 接下来的几年，迈尔兄弟的商业版图也通过收购当地的 Robertson & Moffat 和 Stephens & Sons 等老牌企业而进一步发展壮大。 
1925年，迈尔公司在墨尔本证券交易所上市。同年，集团的新大楼在伦斯敦街开始动工。1928年，迈尔公司在墨尔本科林斯街盖起了一座新的大楼，用以接纳刚刚收购的瓷器进口商“韦伯父子公司” (T. Webb and Sons) 和家居装饰商“WH洛克公司” (WH Rocke and Company) 的业务。到1934年，该公司的实收资本已经达到了 2,500,000 澳大利亚镑，雇员人数也已经突破了5,300名，业务也被拓展到了阿德莱德。为了提升员工福利，迈尔集团还在海边和丹顿农山脉修建了员工疗养院。在大萧条时期，迈尔的不少商业伙伴都担心业务发展太快会拖垮集团，但大规模的并购不仅没有影响集团的现金流，还使其迅速从大萧条的影响中恢复过来。悉尼·迈尔于1934 年9月5日突然去世，享年56岁

## 个人生活
1905年3月8日，迈尔与汉娜·南希·弗莱格塔布 (Hannah Nance Flegeltaub) 结为连理。夫妇两人并未诞下任何儿女，但在1911年，迈尔宣布担任侄子诺曼·迈尔 (Norman Myer) 的监护人。  1919年，悉尼·迈尔赴美学习零售。在这段旅行中，迈尔在内华达州里诺与汉娜办理了离婚，不过他们在美国办理的离婚手续并没有受到澳大利亚政府的认可。

## 去世
1934年9月5日，迈尔在图拉克区马路上距离自家豪宅只有数百米的地方突然人事不省，倒地身亡。死因最终被诊断为充血性心力衰竭。  迈尔骨灰最终被安放于墨尔本的博士山公墓，和他的家人合葬。迈尔家族的坟墓被列入维多利亚州遗产名录。 

## 遗产
迈尔去世以后留下了超过922,000澳大利亚镑的遗产。他的葬礼大约有超过100,000参加。他十分之一的遗产被用于建立悉尼·迈尔慈善基金 (Sidney Myer Charitable Trust)，以延续他生前开创的慈善事业传统。慈善基金最著名的开支是1958年在墨尔本国王公园 (Kings Domain) 建造的悉尼·迈尔音乐碗 (Sidney Myer Music Bowl)。  该慈善基金也捐赠了墨尔本大学的“悉尼·迈尔亚洲中心大楼” (Sidney Myer Asia Centre Building)。 